# Johann Lederwasch
Johann Lederwasch (* 28. Dezember 1755 in Tamsweg; † 1. Januar 1827 in Graz) (wurde 1810 geadelt, danach nannte er sich auch Johann von Lederwasch) war ein Maler aus der Salzburger Malerfamilie Lederwasch. Er war der Sohn von Gregor Lederwasch IV und Bruder von Gregor Lederwasch V sowie von Seraphin Lederwasch.

## Lebenslauf
Johann Lederwasch war von 1768 bis 1774 Schüler von Johann Baptist Hagenauer in Salzburg und war ab 1780 in Murau in der Obersteiermark, 1809 in Judenburg und anderen Orten der Steiermark tätig. 1813 ging er nach Graz, wo er völlig verarmt starb.
Er wurde wegen seiner originellen Trachtenbilder und Genrebilder in betont niederländischer Manier gemalt „steirischer Teniers“ genannt. Johann ist vor allem als Kirchenmaler bedeutsam, die Qualität und Originalität seiner Arbeiten ist dabei sehr unterschiedlich. Vor besonderer Bedeutung sind seine Stationsbilder des Kreuzweges in Winklern, die voll barocker Lebendigkeit gemalt durch kräftige Gegensätze und Farbgebung gestaltet sind.

## Werke

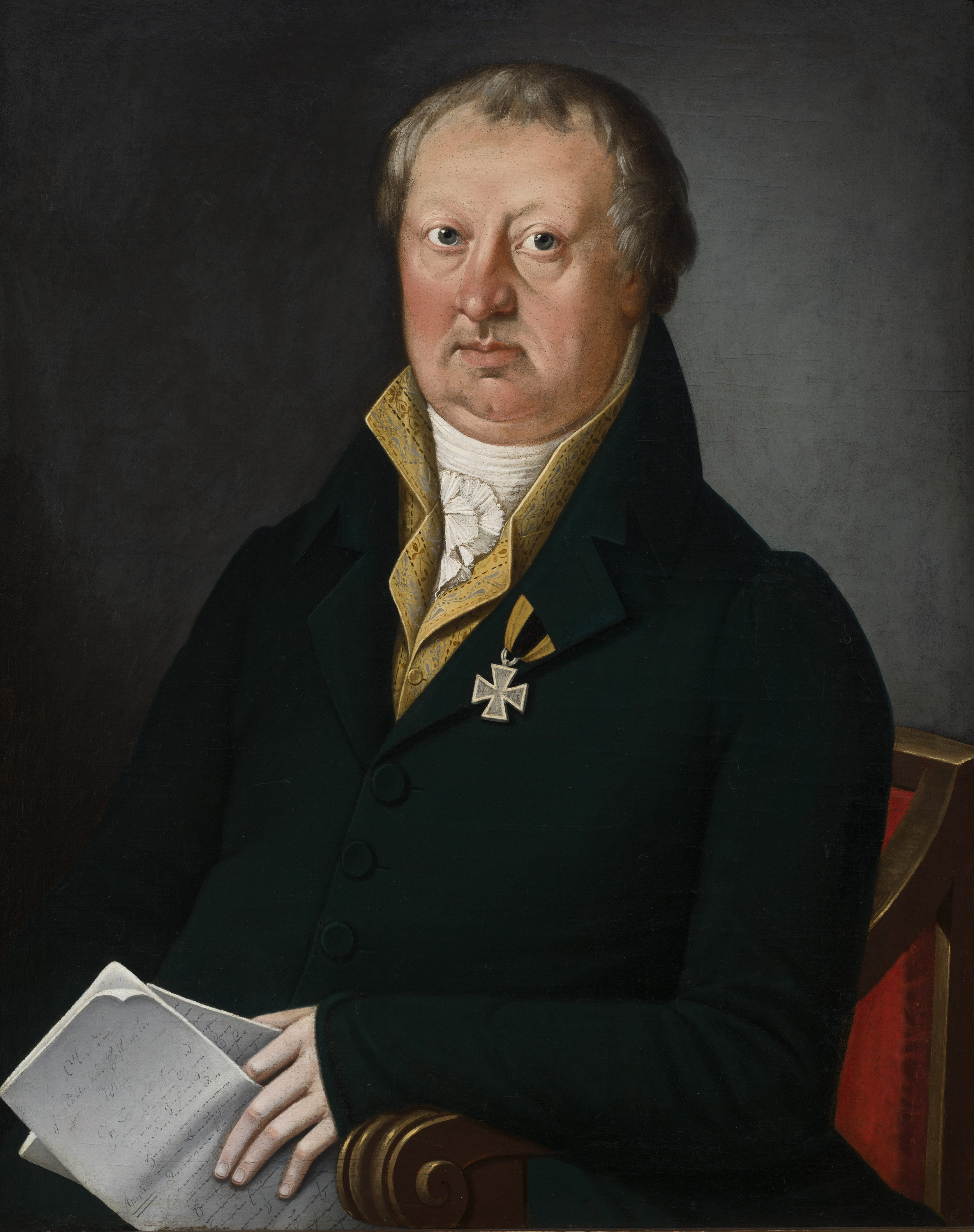
Bildnis eines Herrn mit gelber Weste

- Bild Abendmahl im Kapuzinerkloster Irdning (1780)
- Kreuzigung in der Stiftskirche Spital am Pyhrn (1781)
- Altarbilder der Heiligen Veit und Sebastian in der Kirche St. Vitus in Neumarkt-St. Veit (1783)
- Deckenbilder der Pfarrkirche Wildalpen (1784–85)
- Wandgemälde und Kreuzaltar der Wallfahrtskirche Frauenberg an der Enns (1785)
- Wandgemälde in der Katholischen Pfarrkirche Wald am Schoberpass (1789)
- Altarbild des Hl. Johannes des Täufers heute in Stadl (früher in St. Ruprecht bei Murau als Reparation an Pfarre Stadl abgeführt) (1792)[3]
- Hochaltar und 7 Stationsbilder in Sankt Georgen ob Judenburg bei Leoben (1793)
- Fresken in der Rupertikapelle im Kastengebäude im Stift Admont 1797
- Fresken im Chor der Pfarrkirche in Sankt Gallen (1797)
- Hochaltarbild der Kirche St. Peter (Petrus erhält den Schlüssel) in Judenburg (1799)
- Kreuzwegbilder in der Pfarrkirche Pusterwald (1800)
- Stationsbilder der Pfarrkirche Bretstein (1803)
- Bild des Hl. Wendelin in der Kirche St. Oswald bei Zeiring und vermutlich auch die dortigen Stationsbilder (1804)
- Hochaltar und Fresken im Chor der Pfarrkirche Krakaudorf (1805)
- Bild des Hochaltars der Pfarrkirche Fohnsdorf (1806)
- Die 15 Geheimnisse des Rosenkranzes, Bild im Kapuzinerkloster Murau (1808)
- Verschiedenste Trachtendarstellungen (steirische Trachten) heute vielfach im Steirischen Volkskundemuseum Graz, weiters Selbstporträts und Bilder von Pfarrern (etwa Kajetan Hammer und Alois Leithner) etc.